# Philhygra proterminalis
Philhygra proterminalis är en skalbaggsart som först beskrevs av Max Bernhauer 1907.  Philhygra proterminalis ingår i släktet Philhygra och familjen kortvingar. Inga underarter finns listade i Catalogue of Life.